# István Orbán (Generalmajor)
István Orbán (* 1. Januar 1929; † 10. Juni 2010) war ein Offizier in der Volksrepublik Ungarn und zuletzt Generalmajor (Vezérőrnagy) im Innenministerium (Belügyminisztérium) sowie von 1975 bis 1988 Chef des Polizeipräsidiums im Komitat Baranya.

## Leben

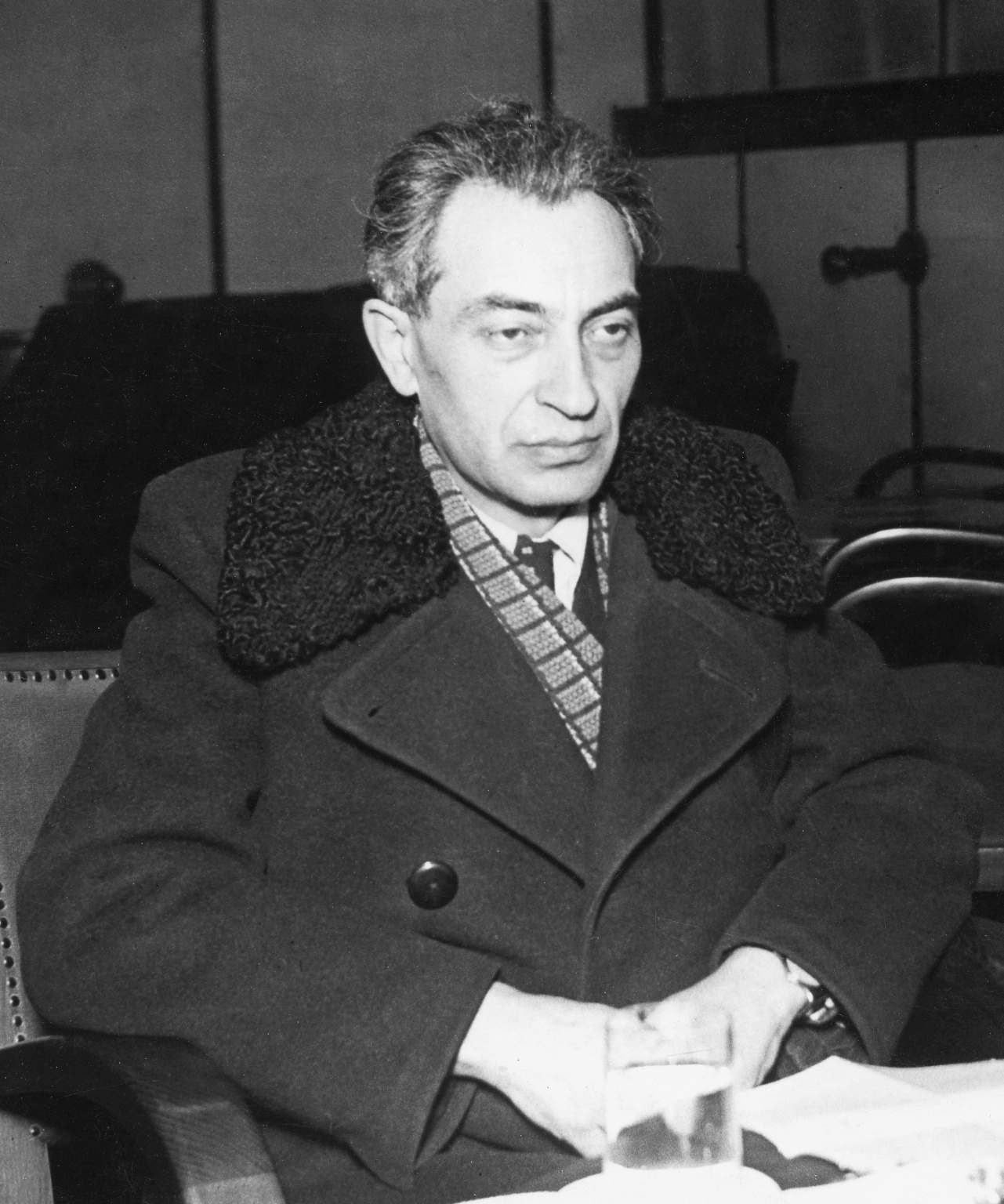
Innenminister Ernő Gerő, dessen Persönlicher Sekretär Orbán von 1953 bis 1954 war.

István Orbán, Sohn von Rozália Orbán, trat Anfang der 1950er Jahre in die Staatsschutzbehörde ÁVH (Államvédelmi Hatóság) ein und wurde 1951 bereits zum Oberleutnant (Főhadnagy) befördert. Nach verschiedenen Funktionen in der Abteilung II/3 Aufklärung (Hírszerzés) der ÁVH war er vom 31. Juli 1953 bis zum 12. Juli 1954 Persönlicher Sekretär des Innenministers (Belügyminisztér) Ernő Gerő. In den darauf folgenden Jahren folgten weitere Verwendungen in der ÁVH sowie im Innenministerium (Belügyminisztérium) und wurde 1955 zum Major (Őrnagy) befördert.
Kurz nach der Niederschlagung des Volksaufstandes (23. Oktober bis 4. November 1956) wurde Orbán zum Polizeipräsidium im Komitat Baranya versetzt und war dort zunächst vom 1. Januar 1957 bis Juli 1961 stellvertretender Abteilungsleiter sowie nach seiner Beförderung zum Oberstleutnant (Alezredes) zwischen dem 27. Juli 1951 und August 1962 Leiter der Abteilung Politische Ermittlungen (Politikai Nyomozó Osztály). Im August 1962 kam es zu einer neuerlichen Reorganisation der Staatsschutzaufgaben. Dabei wurde im Innenministerium die Abteilung II Politische Ermittlungen durch die Hauptgruppe BM III Staatssicherheit (Állambiztonsági) als die neue Organisation der politischen Polizei ersetzt. Innerhalb dieser Hauptgruppe wurden fünf Gruppen geschaffen, wobei József Galambos als erster Leiter der Hauptgruppe III Chef der Staatssicherheit wurde. Diese Organisation umfasste alle ungarischen Geheimdienste mit Ausnahme des militärischen Nachrichtendienstes (MNVK 2. Csoportfőnökség), der als Gruppe 2 dem Generalstab der Ungarischen Volksarmee MNVK (Magyar Néphadsereg Vezérkar) unterstellt war.
István Orbán wurde daraufhin 1962 Leiter der Abteilung III des Polizeipräsidiums im Komitat Baranya und bekleidete diese Position bis zum 30. Juni 1971, wobei er in dieser Zeit 1968 zum Oberst (Ezredes) befördert wurde. Am 1. Juli 1971 wurde er stellvertretender Chef des Polizeipräsidiums im Komitat Baranya und war als solcher zugleich bis zum 30. April 1975 in Personalunion Leiter der Abteilung Staatssicherheit des Polizeipräsidiums. Zuletzt wurde er am 1. Mai 1975 Chef des Polizeipräsidiums im Komitat Baranya und verblieb dort bis zu seinem Eintritt in den Ruhestand am 29. Februar 1988. Er erhielt auf diesem Posten zudem 1976 seine Beförderung zum Generalmajor (Vezérőrnagy).